# Daltonia mittenii
Daltonia mittenii är en bladmossart som beskrevs av Kis 1984. Daltonia mittenii ingår i släktet Daltonia och familjen Daltoniaceae. Inga underarter finns listade i Catalogue of Life.